# Burmorchestina pulcher
Espèce
Burmorchestina pulcher est une espèce fossile d'araignées aranéomorphes de la famille des Oonopidae.

## Distribution
Cette espèce a été découverte dans de l'ambre de Birmanie. Elle date du Crétacé.

## Publication originale
- Wunderlich, 2008 : Descriptions of fossil spider (Araneae) taxa mainly in Baltic amber, as well as certain related extant taxa. Beiträge zur Araneologie, vol. 5, p. 44–139 (en).